# Emanuel Friedrich von Bredow
Emanuel Friedrich von Bredow (* 28. Mai 1732 aus Gut Senzke; † 28. Januar 1780 in Berlin) war ein preußischer Oberst und Kommandeur des Regiments Gensdarmes. Er war Träger des Pour le Mérite.
Seine Eltern waren Kasper Friedrich von Bredow, Erbherr auf Senzke und dessen zweite Frau Olgard Dorothea, geborene von Barnewitz. Er war das 11. Kind der Familie.

## Leben
Er trat 1748 in die preußische Armee ein und wurde am 20. März 1750 Kornett im Regiment Gensdarmes. In der Schlacht von Lobositz 1756 wurde er verwundet, aber am 3. Oktober 1756 zum Leutnant befördert. Am 17. Juli 1758 wurde er Stabsrittmeister und 1761 Kommandeur einer Esquadron. Am 20. August 1762 wurde er für seine Tapferkeit in der Schlacht bei Reichenbach mit dem Orden Pour le Mérite ausgezeichnet. Am 17. September 1764 wurde er Major und am 20. Mai 1775 Oberstleutnant. Im Jahre 1777 wurde er Oberst und Chef des Regiments. Er führte es auch im Bayerischen Erbfolgekrieg, wurde jedoch noch während des Feldzuges krank und musste in einem Krankenhaus behandelt werden, so dass er nicht weiter an den Kämpfen teilnehmen konnte. Am 9. Januar 1778 nahm er seinen Abschied. Er starb bereits am 28. Januar 1780 in Berlin und wurde auf dem Schloss Groß Leuthen beigesetzt.
Der Generalleutnant Asmus Ehrenreich von Bredow, Gouverneur von Kolberg, war sein Onkel.

## Familie
Er war seit dem 18. Mai 1767 mit Sophie Christine Dorothe von Podewils (1734–1802), Tochter des Grafen Heinrich von Podewils (1696–1760) und dessen Ehefrau Sophia Henrietta, geb. von der Schulenburg (1714–1750), verheiratet. Es war ihre dritte Ehe. Die Ehe mit Emanuel Friedrich von Bredow blieb kinderlos. Sie heiratete in vierter Ehe Johann Ludwig von Hordt, Generalleutnant in Berlin.